# Huy chương Tate
Huy chương Tate  là sự vinh danh của Viện Vật lý Mỹ dành cho những người có công lao to lớn trong việc tổ chức và lãnh đạo các hoạt động vật lý trên quy mô quốc tế. Ngoài tấm huy chương mang chân dung  John Torrence Tate, còn có Bằng Chứng nhận và số tiền 10 nghìn USD (tương đương hơn 200 triệu đồng Việt Nam).
Huy chương Tate được lập ra vào năm 1959, ưu tiên dành tặng những nhà vật lý không mang quốc tịch Mỹ, được trao lần đầu (năm 1961) cho Paul Rosbaud, nhà vật lý người Áo đã có những hoạt động âm thầm đầy hiệu quả chống chủ nghĩa quốc xã Hitler. Những năm tiếp đó, lần lượt được tặng Huy chương Tate là các nhà vật lý: H. W. Thompson (1966), Gilberto Bernardini (1972), Abdus Salam (1978), Pierre Aigrain (1981), Edoardo Amaldi (1989), Roald Sagdeev (1992), Willibald Jentschke (1996), Herwig Franz Schopper (2003), Erio Tosatti (2005), Yu Lu (tức Lục Vũ, 2007), Gustave-Adolf Voss (2009), và Jean Trần Thanh Vân (2011).
Trong nhiều thập niên của thế kỷ 20 và những năm đầu thế kỷ 21, Mỹ luôn là quốc gia có nhiều nhất các nhà vật lý đoạt Giải thưởng Nobel, ngành vật lý Mỹ luôn giữ vị trí tiên phong trên thế giới. Vì vậy, Huy chương Tate là sự đánh giá mang ý nghĩa quốc tế đối với những ai được trao tặng. Khác với Giải thưởng Nobel dành để tặng những nhà vật lý có phát minh lớn, mở đường, Huy chương Tate dành để tặng những nhà vật lý đóng vai trò xuất sắc trong các hoạt động tổ chức và lãnh đạo ngành khoa học ấy